# Каньон реки Тары
Каньон реки Та́ры (сербохорв. Кањон ријеке Таре, Kanjon rijeke Tare) — каньон в Черногории, одна из достопримечательностей страны.
Каньон Тары имеет длину около 80 км, глубину около 1300 м. Это второй по глубине каньон в Европе (первый — Сулакский глубиной 1920 метров в Республике Дагестан), но уступает Гранд-Каньону в США.
Каньон расположен между горами Синьяевина и Дурмитор с одной стороны, и Любишня и Златни Бор с другой, являясь частью национального парка Дурмитор. Территория каньона с нац. парком Дурмитор включена в список Всемирного наследия ЮНЕСКО.
В 1937 году через каньон был построен мост Джурджевича, который долгое время был единственной дорогой, связывающей юг и север Черногории. Также каньон популярен среди любителей рафтинга.